# Nantokit
Nantokit (Breithaupt, 1868) je vzácný minerál ze skupiny halogenidů. Jde o jednoduchý bezvodý chlorid ze skupiny nantokitu, chemický vzorec CuCl. Název pochází od místa nálezu, lokality Nantoko v Chile. Popsán původně z dolu Cármen Bajo v Cerro de la Pintada, Nantoko v Chile, kde byl v roce 1867 nalezen v hlubších částech oxidační zóny ložiska Cu rud na žilách obsahujících chalkopyrit, ryzí měď, kuprit. Později nalezen také na dole Tenazas s kupritem.Je kubický, zařazení dle Strunze 3/1.01-10. Typová lokalita je Copiapo (Chile).

## Vznik
Nantokit vzniká v aridním prostřední v pásmu zvětrávání ložisek Cu rud, vzácnější jako vulkanický sublimát, známý je též z umělého materiálu - ze strusek.

## Morfologie
Tvoří celistvé, kompaktní zrnité masy, krystaly nebyly v přírodě nalezeny. Umělý vytváří tetraedry.

## Vlastnosti

### Krystalografie
Je kubický, 43 m, prostorová grupa F43m, a=5,42, Z=4, V=158,08. Rtg analýza 3,127(100)-1,915(50)-1,633(30)-1,243(10). 

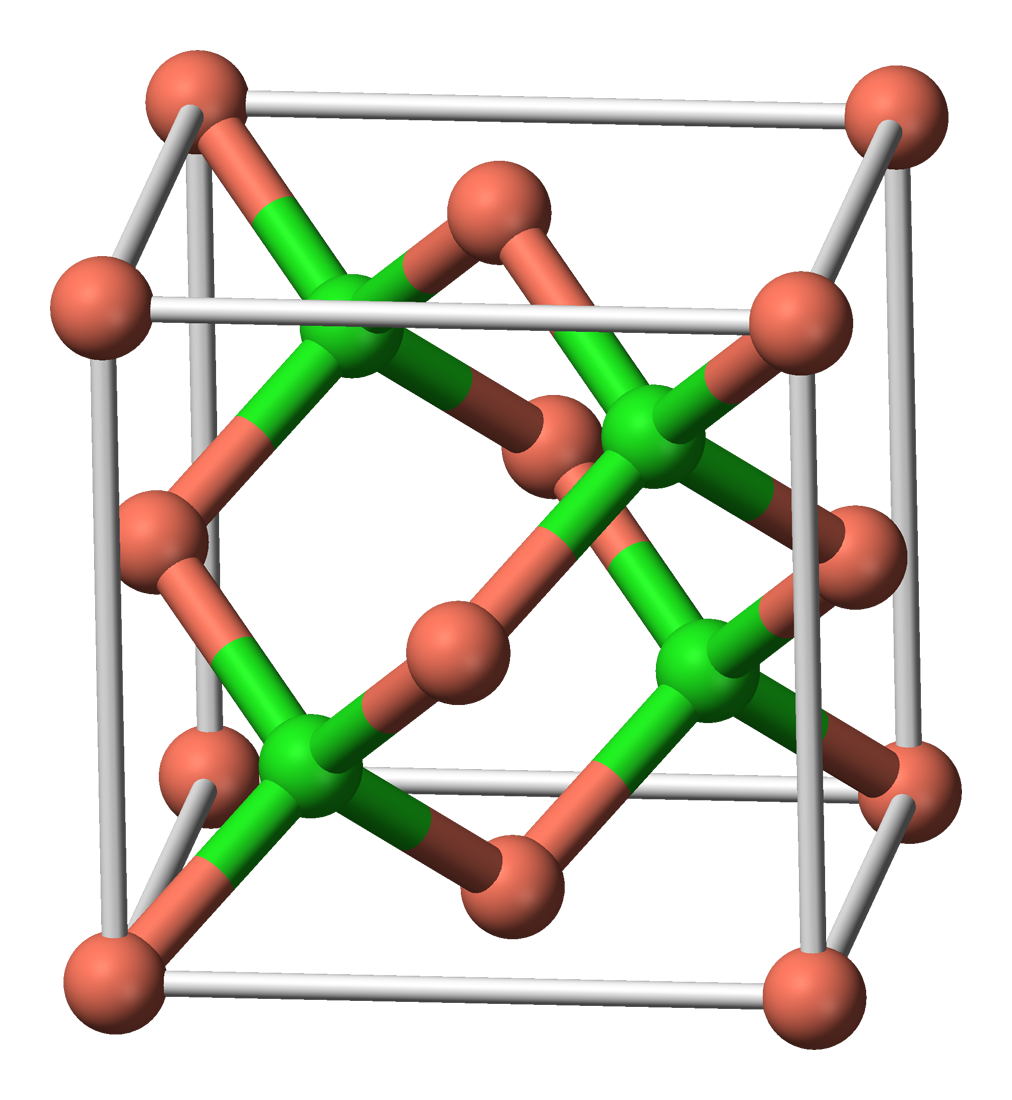
model mřížky nantokitu

### Fyzikální vlastnosti
Tvrdost=2-2,5, hustota=3,93 g/cm3. Lze ho krájet nožem. Štepnost dobrá podle {001}, {010} a {100}. Není radioaktivní.

### Optické vlastnosti
Bývá bezbarvý, bílý, našedlý, nažloužlý, nazelenalý, zelený, lesk diamanatový. Vryp bílý. Je průhledný až průsvitný, izotropní, n=1,930. Výjimečně však může být anomálně anizotropní.

### Chemické vlastnosti
Procentuální zastoupení prvků:
- Cu 64,19%
- Cl 35,81%

Na vzduchu je nestabilní, zvolná se mění na paratacamit či jiné sekundární Cu-hydrochloridy.

## Příbuzné minerály
Marshit, miersit.

## Naleziště
- Česko - pochybný z haldy štoly Martin v Horní Krupce jako jemné kanárkově žluté poprašky a nálety, možná se jedná spíše o russellit.
- Svět
  - důl Matylda (Polsko)
  - Broken Hill, dolyl Megpie a Wewak (Austrálie)
  - Malanjachand (Indie)
  - vulkán Tolbačik (Kamčatka, Rusko)
  - Džezkazgan (Kazachstán)
  - důl Levant (Cornwall, Spojené království)
  - Balmat, Bisbee, Steeple Rock (USA)
  - důl Qjuela (Durango, Mexiko)
  - souostroví Kyklady (Řecko)
  - Capattoli, Baratti (Toskánsko, Itálie)